# Freudenberg Performance Materials
Das Unternehmen Freudenberg Performance Materials ist ein weltweit tätiger Hersteller von Vliesstoffen und anderen Textilien für verschiedene Märkte und Anwendungen. Das Unternehmen entstand im Jahr 2015 durch den Zusammenschluss der Freudenberg-Geschäftsgruppen Freudenberg Vliesstoffe und Freudenberg Politex Nonwovens und gehört innerhalb der Freudenberg Gruppe zum Geschäftsbereich Vliesstoffe und Filtration. Mit rund 5000 Mitarbeitern und 35 Produktionsstandorten erwirtschaftete das Unternehmen im Jahr 2024 einen Umsatz von mehr als 1,4 Milliarden Euro.

## Geschichte

### Ursprung
Die Ursprünge von Freudenberg Performance Materials gehen auf die ersten Entwicklungen des Chemikers Carl-Ludwig Nottebohm im Bereich der Vliesstoffe zurück. Dieser bot der Unternehmensgruppe Freudenberg im April 1936 ein Verfahren zur Herstellung von Kunstleder an. Freudenberg und Carl-Ludwig Nottebohm einigten sich auf eine Zusammenarbeit und ab Mai 1936 entwickelte Nottebohm mit einem Team von rund 35 Mitarbeitern bei Freudenberg ein Kunstleder. 1937 meldete Freudenberg die ersten Patente in dem Bereich an. Das Syntheselatex-Kunstleder, bestehend aus Vliesstoffträgermaterialien, die mit der Syntheselatexoberfläche verbunden wurden, wurde unter dem Markennamen Viledon als Ersatz für Leder bei Taschen und Koffern vertrieben.

### Expansion nach dem Zweiten Weltkrieg
Im Jahr 1948 begann die Produktion von Einlagestoffen für die Textilindustrie unter dem Markennamen Vlieseline sowie die Produktion eines Fensterreinigungstuches aus Vliesstoffen, Vileda. Vileda-Produkte gehören zum eigenen Geschäftsfeld Haushaltsprodukte der Freudenberg Gruppe.
Im Jahr 1950 trat Freudenberg als Lizenzgeber für Faservliesstoffe der Downing Trading Corporation in den amerikanischen Markt ein. 1950 gründete das Unternehmen mit der Pellon Corporation die erste Auslandsproduktionsgesellschaft in Lowell, Massachusetts, für die Herstellung von Einlagestoffen für die Bekleidungsindustrie. Im Jahr 1960 gründete Freudenberg gemeinsam mit der zur Kawamura-Gruppe gehörenden Dainippon Inc. & Chemical Co. und Toray Industries die Japan Vilene Company als Gemeinschaftsunternehmen, an dem Freudenberg als Lizenzgeber 33 Prozent hielt. Das Unternehmen produzierte hauptsächlich Vliesstoffe und Kunstleder für die japanische Textil- und Automobilindustrie. Ziel der Gründung des Gemeinschaftsunternehmens war es, den japanischen Markt zu erschließen, der aufgrund strenger japanischer Einfuhrkontrollen deutschen Unternehmen sonst weitgehend verschlossen blieb.
Im Jahr 1965 entwickelte Freudenberg das neuartige Spinnvliesstoffverfahren, das in einem kontinuierlichen Produktionsprozess das Spinnen von Kunstfasern und deren Zusammenführung zu besonders festen Vliesstoffen erlaubte. 1970 baute Freudenberg in Kaiserslautern ein neues Werk zur Herstellung von Spinnvliesstoffen unter anderem für die Automobil-, die Bau- und die Teppichindustrie. 1984 wurde in Durham, North Carolina, eine weitere Produktionsstätte in den USA eröffnet. 1985 übernahm Freudenberg den brasilianischen Hersteller von Faservliesstoffen Intece, der später in Freudenberg Não Tecidos Ltda. umbenannt wurde.

### Entwicklung seit 1990
Im Jahr 1990 erwarb Freudenberg das in Colmar, im Elsass gelegene Spinnvliesstoffwerk von Rhône-Poulenc. Im selben Jahr begann die Produktion von Spinnvliesstoffen in Taiwan. Gemeinsam mit der Japan Vilene Company gründete Freudenberg im Jahr 1995 ein Joint Venture zur Herstellung von Einlagenvliesstoffen für die Bekleidungsindustrie mit Sitz im chinesischen Suzhou, Jiangsu. 1997 gründete Freudenberg gemeinsam mit der Politex-Gruppe ein Joint Venture zur Herstellung von Polyester-Vliesstoffen aus recycelten PET-Flaschen in Novedrate, Italien. Das Werk in Colmar, Frankreich, wurde diesem Joint Venture zugeordnet. Später (2004) erwarb Freudenberg die Anteile der Politex-Gruppe an diesem Joint Venture.
Im Jahr 1999 entwickelte die Vliesstoff-Geschäftsgruppe von Freudenberg neuartige Mikrofilament-Textilien, bekannt unter der Marke Evolon, die in einem durchgehenden Verfahren aus Polymergranulat hergestellt und unter anderem für Anwendungen im Automobil-/, Kosmetikbereich oder Gesundheitssektor verwendet werden. Im August 2006 erwarb Freudenberg den im Jahr 1987 gegründeten Hersteller von Batterie-Sepratoren Scimat Holdings mit Sitz in Swindon, England. 2014 übernahm Freudenberg die Einlagenstoff-Sparte der Hänsel Textil.

### Gründung und Entwicklung seit 2015
Zum 1. Januar 2015 schlossen sich die Freudenberg-Geschäftsgruppen Freudenberg Vliesstoffe und Freudenberg Politex Nonwovens zur heutigen Freudenberg Performance Materials Gruppe zusammen. Freudenberg bündelte damit seine Vliesstoff-Aktivitäten in der neu gegründeten Gruppe. Im gleichen Monat erwarb das Unternehmen den Hersteller von Schaumsystemen auf Polyurethan-Basis für die Wundversorgung Polymer Health Technology mit Sitz im walisischen Ebbw Vale. Gemeinsam mit Toray Industries erwarb die Freudenberg-Gruppe im Jahr 2015 alle von freien Aktionären gehaltenen Aktien an der Japan Vilene Company. Seit dem Jahr 2016 wird die Japan Vilene Company als eigenständige Geschäftseinheit und eigenständig operierendes Unternehmen innerhalb des Freudenberg-Geschäftsfeldes Vliesstoffe und Filtration geführt. Im November 2019 kündigte Freudenberg Performance Materials die Übernahme des slowenischen Nadelvliesstoffherstellers Filc mit seinen rund 360 Mitarbeitern an. Die Transaktion wurde zum 31. Dezember 2019 abgeschlossen. Im Mai 2020 schloss Freudenberg Performance Materials den Kauf des 1903 gegründeten Herstellers von technischen Textilien Low and Bonar mit Sitz in London inklusive des Tochterunternehmens Mehler Texnologies und rund 1500 Mitarbeitern ab. Während der COVID-19-Pandemie im April 2020 konnten wegen eines Mangels an für die Produktion von Atemschutzmasken benötigten Spezialvliese, solche nur noch an professionelle Schutzbekleidungshersteller ausgeliefert werden.
Ende 2024 übernahm Freudenberg Performance Materials das Kerngeschäft der Heytex Gruppe inklusive dreier Produktionsstandorte und allen Zentralfunktionen. Das Geschäft wurde gemeinsam mit dem im Jahr 2020 übernommenen Unternehmen Mehler Texnologies in dem neu gegründeten Bereich Coated Technical Textiles zusammengeführt.

## Produkte und Märkte
Freudenberg Performance Materials stellt für die Automobilindustrie, Bauwirtschaft, Bekleidungsindustrie sowie im Bereich Energie und für Hygiene, Innenausbau, medizinische Produkte, für Schuhe und Lederwaren sowie spezielle Anwendungen unterschiedliche Textilien her.

### Automobilindustrie
Im Bereich Automobile stellt das Unternehmen Vliesstofflösungen für Schallabsorption, Autodachhimmel, Autoteppiche, Gepäckraumabtrennungen, Unterbodenverkleidungen, und Radkastenauskleidungen, sowie Batterie-Separatoren und Brennstoffzellen her. Darüber hinaus produziert Freudenberg Performance Materials Tuftträger für geformte Autoteppiche.

### Bauwirtschaft
Das Unternehmen stellt Baustoffe wie etwa Geotextilien für Vertikaldränagen, Vliesstoffe für den Wärme- und Schallschutz oder Trägermaterialien für Bitumenmembranen im Dachbau her.

### Bekleidung
Unter dem Markennamen Vlieseline vertreibt das Unternehmen Vliesstoffeinlagen für Hobbyschneider. Dazu zählen unter anderem Näh-, Gewebe- und Bügeleinlagen sowie Bänder. Für die Bekleidungsindustrie produziert Freudenberg Einlagen aus Gewebe, Gewirke oder Vliesstoff. Darüber hinaus stellt das Unternehmen auch Bekleidungsetiketten aus Mikrofilament-Textilien her und vertreibt unter dem Markennamen comfortemp eine Thermo-Isolierung für Outdoor- und Sportbekleidung, die anstatt aus einzelnen losen Faserbällchen aus einem Vlies aus zusammenhängenden Faserbällchen hergestellt wird.

### Energiesektor
Freudenberg Performance Materials stellt im Bereich Energie unter anderem Separatoren für Lithium-Ionen-Batterien aus Polyester-Vliesstoffen, Gasdiffusionsschichten für Brennstoffzellen und Elektroden für Redox-Flow-Batterien her. Vliesstoffe für die Elektro- und Kabel-Industrie sowie für Lichtverteilung in LED-Leuchten sind weitere Anwendungsgebiete.

### Medizinische Produkte
Im medizinischen Bereich produziert Freudenberg u. a. Vliesstoffe und Polyurethanschäume für Wundschnellverbände, Wundauflagen oder Ostomiebehälter und -filter. Darüber hinaus stellt das Unternehmen aus Mikrofilament-Textilien auch Allergikerbettwäsche her.

### Innenausbau
Für den Innenausbau stellt das Unternehmen Akustikvliesstoffe, Mikrofilamente für den Sonnenschutz sowie Trägermaterialien für Teppiche und Teppichfliesen her.

### Schuh-, Lederwaren und sonstige Anwendungen
Freudenberg Performance Materials stellt Vliesstoffe, Gewirke und Gewebe für Schuhe und Lederwaren her. Das Unternehmen produziert zudem technische Textilien, die bei Produkten wie Kunstrasen, Verpackungen, als Fräsunterlagen oder als Bezug für Walzen verwendet werden.